# گراند فالز پلازا، میسوری
گراند فالز پلازا (به انگلیسی: Grand Falls Plaza) یک روستا (ایالات متحده آمریکا) در ایالات متحده آمریکا است که در شهرستان نیوتون، میزوری واقع شده‌است.
 گراند فالز پلازا ۰٫۲۵ کیلومتر مربع مساحت و ۱۱۴ نفر جمعیت دارد و ۲۷۳ متر بالاتر از سطح دریا واقع شده‌است.